# Brain's Base
Brain's Base Co., Ltd. (japonês: 有限会社ブレインズ･ベース, Hepburn: Yūgen-gaisha Bureinzu Bēsu) é um estúdio de animação japonês fundado em 1996 por ex-funcionários do Tokyo Movie Shinsha.

## Trabalhos

### Série de televisão
| Título                                           | Diretor(es)                      | Início da transmissão | Fim da transmissão     | Eps | Nota(s)                                                                                       |
| ------------------------------------------------ | -------------------------------- | --------------------- | ---------------------- | --- | --------------------------------------------------------------------------------------------- |
| Daigunder                                        | Hiroyuki Yano                    | 5 de abril de 2002    | 27 de dezembro de 2002 | 39  | Trabalho original.                                                                            |
| Bōken Yūki Purasutā Wārudo                       | Yūji Himaki                      | 3 de abril de 2003    | 25 de março de 2004    | 52  | Trabalho original.                                                                            |
| Kamichu!                                         | Koji Masunari                    | 28 de junho de 2005   | 27 de setembro de 2005 | 12  | Trabalho original.                                                                            |
| Gunparade Orchestra                              | Yutaka Sato Toshiya Shinohara    | 5 de outubro de 2005  | 29 de março de 2006    | 24  | Baseado no jogo eletrônico Gunparade March da Alfa System.                                    |
| Innocent Venus                                   | Jun Kawagoe                      | 26 de julho de 2006   | 25 de outubro de 2006  | 12  | Trabalho original.                                                                            |
| Kishin Taisen Gigantic Formula                   | Keiji Gotoh                      | 4 de abril de 2007    | 26 de setembro de 2007 | 26  | Trabalho original.                                                                            |
| Baccano!                                         | Takahiro Omori                   | 26 de julho de 2007   | 1 de novembro de 2007  | 16  | Baseado em uma série de light novels escrita por Ryohgo Narita.                               |
| Kure-nai                                         | Kō Matsuo                        | 3 de abril de 2008    | 19 de junho de 2008    | 12  | Baseado em uma série de light novels escrita por Kentarō Katayama.                            |
| Natsume Yūjin-Chō                                | Takahiro Omori                   | 7 de julho de 2008    | 29 de setembro de 2008 | 13  | Adaptação de uma série de mangá escrita por Yuki Midorikawa.                                  |
| Akikan!                                          | Yūji Himaki                      | 3 de janeiro de 2009  | 28 de março de 2009    | 12  | Baseado em uma série de light novels escrita por Riku Ranjō.                                  |
| Zoku Natsume Yūjinchō                            | Takahiro Omori                   | 5 de janeiro de 2009  | 30 de março de 2009    | 13  | Segunda temporada de Natsume Yūjin-Chō.                                                       |
| Spice and Wolf II                                | Takeo Takahashi                  | 9 de julho de 2009    | 24 de setembro de 2009 | 12  | Sequência de Spice and Wolf. Co-animado com Marvy Jack.                                       |
| Durarara!!                                       | Takahiro Omori                   | 7 de janeiro de 2010  | 24 de junho de 2010    | 26  | Baseado em uma série de light novels escrita por Ryohgo Narita.                               |
| Kuragehime                                       | Takahiro Omori                   | 14 de outubro de 2010 | 30 de dezembro de 2010 | 11  | Baseado em uma série de mangá escrita por Akiko Higashimura.                                  |
| Dororon Enma-kun Meeramera                       | Yoshitomo Yonetani               | 8 de abril de 2011    | 24 de junho de 2011    | 12  | Adaptado da franquia Dororon Enma-kun da Go Nagai.                                            |
| Natsume Yuujinchou San                           | Takahiro Omori                   | 5 de julho de 2011    | 27 de setembro de 2011 | 13  | Terceira temporada de Natsume Yuujinchou.                                                     |
| Kamisama Dolls                                   | Seiji Kishi                      | 6 de julho de 2011    | 28 de setembro de 2011 | 13  | Adaptação de uma série de mangá escrita por Hajime Yamamura.                                  |
| Mawaru Penguindrum                               | Kunihiko Ikuhara                 | 8 de julho de 2011    | 23 de dezembro de 2011 | 24  | Trabalho original.                                                                            |
| Natsume Yuujinchou Shi                           | Takahiro Omori                   | 2 de janeiro de 2012  | 26 de março de 2012    | 13  | Quarta temporada de Natsume Yuujinchou.                                                       |
| Sengoku Collection                               | Keiji Gotoh                      | 5 de abril de 2012    | 27 de setembro de 2012 | 26  | Baseado em um jogo eletrônico de redes sociais da Konami.                                     |
| Tonari no Kaibutsu-kun                           | Hiro Kaburaki                    | 1 de outubro de 2012  | 24 de dezembro de 2012 | 13  | Adaptação de uma série de mangá escrita por Robico.                                           |
| Ixion Saga DT                                    | Shinji Takamatsu                 | 6 de outubro de 2012  | 30 de março de 2013    | 25  | Baseado no jogo online Ixion Saga da Capcom.                                                  |
| Amnesia                                          | Yoshimitsu Ohashi                | 7 de janeiro de 2013  | 25 de março de 2013    | 12  | Baseado em uma série de light novels escrita por Idea Factory.                                |
| Yahari Ore no Seishun Love Come wa Machigatteiru | Ai Yoshimura                     | 4 de abril de 2013    | 27 de junho de 2013    | 13  | Adaptado de uma série de light novels escrita por Wataru Watari.                              |
| Brothers Conflict                                | Atsushi Matsumoto                | 2 de julho de 2013    | 17 de setembro de 2013 | 12  | Adaptação de uma série de light novels criada por Atsuko Kanase e escrita por Takeshi Mizuno. |
| Blood Lad                                        | Shigeyuki Miya                   | 7 de julho de 2013    | 8 de setembro de 2013  | 10  | Adaptação de uma série de mangá escrita por Yuuki Kodama.                                     |
| D-Frag!                                          | Seiki Sugawara                   | 6 de janeiro de 2014  | 24 de março de 2014    | 12  | Adaptação de uma série de mangá escrita por Tomoya Haruno.                                    |
| Bokura wa Minna Kawaisou                         | Shigeyuki Miya                   | 3 de abril de 2014    | 19 de junho de 2014    | 12  | Adaptação de uma série de mangá escrita por Ruri Miyahara.                                    |
| Kamigami no Asobi                                | Tomoyuki Kawamura                | 5 de abril de 2014    | 21 de junho de 2014    | 12  | Baseado em uma visual novel da Nippon Ichi Software.                                          |
| Isshuukan Friends                                | Tarou Iwasaki                    | 6 de abril de 2014    | 22 de junho de 2014    | 12  | Adaptação de uma série de mangá escrita por Matcha Hazuki.                                    |
| Kyōkai no Rinne                                  | Seiki Sugawara Hiroshi Ishiodori | 4 de abril de 2015    | 23 de setembro de 2017 | 75  | Adaptação de uma série de mangá escrita por Rumiko Takahashi.                                 |
| Aoharu × Machinegun                              | Hideaki Nakano                   | 3 de julho de 2015    | 18 de setembro de 2015 | 12  | Adaptação de uma série de mangá escrita por NAOE.                                             |
| Dance with Devils                                | Ai Yoshimura                     | 7 de outubro de 2015  | 23 de dezembro de 2015 | 12  | Baseado em um jogo eletrônico da Rejet.                                                       |
| Endride                                          | Keiji Gotoh                      | 3 de abril de 2016    | 24 de setembro de 2016 | 24  | Parte de uma franquia multimídia. Co-animado com o Lapin Track.                               |
| Servamp                                          | Itto Sara                        | 4 de julho de 2016    | 19 de setembro de 2016 | 12  | Adaptação de uma série de mangá escrita por Strike Tanaka. Co-animado com o Platinum Vision.  |
| Cheer Danshi!!                                   | Ai Yoshimura                     | 5 de julho de 2016    | 27 de setembro de 2016 | 12  | Adaptação de uma light novel escrita por Ryō Asai.                                            |
| Watashi ga Motete Dōsunda                        | Hiroshi Ishiodori                | 6 de outubro de 2016  | 22 de dezembro de 2016 | 12  | Adaptação de uma série de mangá escrita por Junko.                                            |
| Fukumenkei Noise                                 | Hideya Takahashi                 | 11 de abril de 2017   | 27 de junho de 2017    | 12  | Adaptação de uma série de mangá escrita por Ryoko Fukuyama.                                   |
| Gakuen Babysitters                               | Shūsei Morishita                 | 7 de janeiro de 2018  | 25 de março de 2018    | 12  | Adaptação de uma série de mangá escrita por Hari Tokeino.                                     |
| Gakuen Basara                                    | Minoru Ohama                     | 4 de outubro de 2018  | 20 de dezembro de 2018 | 12  | Spin-off da série de jogos eletrônicos Sengoku Basara da Capcom.                              |
| Grimms Notes the Animation                       | Seiki Sugawara                   | 10 de janeiro de 2019 | 28 de março de 2019    | 12  | Baseado no jogo para smartphone da Square Enix.                                               |
| Duel Masters!!                                   | Shinobu Sasaki Hiroshi Ishiodori | 7 de abril de 2019    | 29 de março de 2020    | 51  | Sequência de Duel Masters.                                                                    |
| Kyokō Suiri                                      | Keiji Gotoh                      | 11 de janeiro de 2020 | 28 de março de 2020    | 12  | Baseado em uma light novel escrita por Kyo Shirodaira.                                        |
| Duel Masters King                                | Hiroshi Ishiodori                | 5 de abril de 2020    | 29 de março de 2021    | 47  | Sequência de Duel Masters!.                                                                   |
| Duel Masters King!                               | Hiroshi Ishiodori                | 4 de abril de 2021    | ASA                    | ASA | Sequência de Duel Masters King.                                                               |
| Fumetsu no Anata e                               | Masahiko Murata                  | 12 de abril de 2021   | 30 de agosto de 2021   | 20  | Adaptação de uma série de mangá escrita por Yoshitoki Ōima.                                   |
| Fumetsu no Anata e 2nd Season                    | Masahiko Murata                  | Outubro de 2022       | ASA                    | ASA | Sequência de Fumetsu no Anata e.                                                              |

### Original video animations
| Título                                              | Diretor(es)                  | Transmissão                                   | Eps | Nota(s)                                                                            |
| --------------------------------------------------- | ---------------------------- | --------------------------------------------- | --- | ---------------------------------------------------------------------------------- |
| Shin Getter Robo Armageddon                         | Yasuhiro Imagawa Jun Kawagoe | 1998–1999                                     | 13  | Baseado em uma série de mangá criada por Ken Ishikawa. Co-animado com o Bee Media. |
| Shin Getter Robo vs Neo Getter Robo                 | Jun Kawagoe                  | 21 de dezembro de 2000–25 de junho de 2001    | 4   | Baseado em uma série de mangá criada por Ken Ishikawa. Co-animado com o Bee Media. |
| Mazinkaiser                                         | Masahiko Murata              | 25 de setembro de 2001–25 de setembro de 2002 | 7   | Trabalho original.                                                                 |
| Mazinkaiser vs the Great General of Darkness        | Masahiko Murata              | 25 de julho de 2003                           | 1   | Remake de Mazinger Z vs. The Great General of Darkness.                            |
| New Getter Robo                                     | Jun Kawagoe                  | 9 de abril de 2004–10 de setembro de 2004     | 13  | Trabalho original.                                                                 |
| Super Robot Wars Original Generation: The Animation | Jun Kawagoe                  | 27 de maio de 2005–23 de dezembro de 2005     | 3   | Trabalho original.                                                                 |
| Kikoushi Enma                                       | Mamoru Kanbe                 | 25 de agosto de 2006–23 de março de 2007      | 4   | Adaptação de uma série de mangá escrita por Go Nagai.                              |
| Kimi ga Nozomu Eien ~Next Season~                   | Hideki Takayama              | 21 de dezembro de 2007–19 de dezembro de 2008 | 4   | Baseado em uma visual novel da Âge.                                                |
| Denpa teki na Kanojo                                | Mamoru Kanbe                 | 4 de fevereiro de 2009–4 de dezembro de 2009  | 2   | Baseado em uma série de light novels escrita por Kentarō Katayama.                 |
| Shijō Saikyō no Deshi Ken'ichi                      | Hiroshi Ishiodori            | 14 de março de 2012–16 de maio de 2014        | 11  | Adaptação de uma série de mangá escrita por Syun Matsuena.                         |
| Assassination Classroom                             | Keiji Gotoh                  | 6 de outubro de 2013                          | 1   | Baseado em uma série de mangá escrita por Yūsei Matsui.                            |
| Natsume Yuujinchou no Hi ni                         | Takahiro Omori               | 5 de fevereiro de 2014                        | 1   | [ 22 ]                                                                             |
| Ane Log                                             | Tetsuo Ichimura              | 18 de setembro de 2014–18 de abril de 2015    | 3   | Adaptação de uma série de mangá escrita por Kenji Taguchi.                         |
| Chō Jikū Robo Meguru                                | Keiji Gotoh                  | Novembro de 2014                              | 1   | Trabalho original. Co-animado com o Studio A-Cat.                                  |
| Bokura wa Minna Kawai-sou: Hajimete no              | Shigeyuki Miya               | 26 de dezembro de 2014                        | 1   | Episódio não transmitido incluso no volume 7 do Blu-ray e DVD.                     |

### Filmes
| Título                     | Diretor(es)      | Lançamento             | Nota(s) |
| -------------------------- | ---------------- | ---------------------- | --- |
| Kaze o Mita Shōnen         | Takahiro Omori   | 22 de julho de 2000    | Baseado em um romance de C. W. Nicol.                                                                      |
| Hotarubi no Mori e         | Takahiro Omori   | 17 de setembro de 2011 | Adaptação de uma one-shot de um mangá shōjo escrito por Yuki Midorikawa.                                   |
| Dance with Devils: Fortuna | Ai Yoshimura     | 4 de novembro de 2017  | Baseado em um jogo eletrônico da Rejet.                                                                    |
| Re:cycle of Penguindrum    | Kunihiko Ikuhara | 2022                   | Um filme de compilação da série Mawaru Penguindrum, divido em duas partes. Co-produzido com o Lapin Track. |